# Aimable Pélissier
Aimable Jean Jacques Pélissier, primer duque de Malakoff (Maromme, 6 de noviembre de 1794-Argel, 22 de mayo de 1864) fue un militar francés que alcanzó el rango de mariscal.

## Biografía
Hijo de un comisario de pólvora y salitre, efectuó estudios en el Pritaneo Nacional Militar de La Flèche y en la Escuela Militar Especial de Saint-Cyr, tras lo cual pasó a servir en el Ejército francés como segundo teniente en un regimiento de Artillería.
En 1823, sirvió como ayuda de campo durante la expedición a España en apoyo del absolutismo de Fernando VII (los llamados Cien Mil Hijos de San Luis). Posteriormente, tomó parte en la expedición a Argelia de 1830, siendo ascendido a su regreso al grado de jefe de escuadrón.
Tras servir algunos años destinado en el Estado Mayor en París, fue nuevamente destinado a Argelia, como jefe de Estado Mayor de la provincia de Orán, con el rango de teniente coronel, manteniéndose en dicho destino hasta la llegada de la guerra de Crimea.
La dureza de su conducta tras el exterminio de casi una tribu musulmana completa asfixiada con humo en la cueva de Dahra, en las cercanías de Mostaganem, donde dicha tribu se había refugiado el 18 de junio de 1845 con mujeres, ancianos, niños y animales, suscitó tal indignación en la opinión pública de toda Europa que el ministro de la Guerra, Nicolas Jean-de-Dieu Soult se vio obligado a presentar excusas públicamente. No obstante, el mariscal Thomas-Robert Bugeaud, gobernador general de Argelia, no sólo aprobó su conducta, sino que le ascendió a general de brigada, siendo nuevamente ascendido en 1850 a general de división.
En mayo de 1855 fue enviado a Crimea, donde reemplazó al mariscal François Certain de Canrobert como comandante en jefe de las tropas francesas emplazadas ante Sebastopol.
Su mando se caracterizó por una presión sin piedad sobre el enemigo y por una determinación inmutable en conducir la campaña lejos de cualquier injerencia de las autoridades de París. Su perseverancia se vio recompensada el 8 de septiembre con el éxito obtenido en el asalto sobre Malakoff. El mismo día 12 fue ascendido a mariscal de Francia.
Cuando regresa a París fue nombrado senador, ennoblecido como duque de Malakoff y se le otorgó una pensión anual de 100.000 francos.
Casó en París en 1858 con Sofía, una de las hermanas del escritor y diplomático español Juan Valera.
Entre marzo de 1858 y mayo de 1859, fue el embajador de Francia en Londres, de donde regresó tras ser llamado para asumir el mando del Ejército de observación del Rin. Ese mismo año fue nombrado gran canciller de la Legión de Honor.
En 1860 se le nombró gobernador general de Argelia, donde falleció el 22 de mayo de 1864. El pueblo llamado hasta entonces Les Libérés militaires, lindante con Mostaganem, recibió en su honor el nombre de Pélissier, recibiendo tras la independencia de Argelia el nombre de Sayada.